# تراجع المسيحية في العالم الغربي
ما يزال تراجع المسيحية في العالم الغربي ظاهرة مستمرة حتى الآن. تحولت البلدان المتطورة التي تمتلك منشآت تعليمية علمانية وحديثة في حقبة ما بعد الحرب العالمية الثانية لتصبح مجتمعات ما بعد مسيحية علمانية معولمة متعددة الأديان والثقافات. ماتزال المسيحية حاليًا هي الديانة السائدة في أمريكا اللاتينية، وأوروبا الغربية، وكندا والولايات المتحدة. يتراجع الدين من ناحية ثانية في أوروبا الغربية، وأمريكا الشمالية وبعض دول أوقيانوسيا.

## خلفية
ستبقى المسيحية خلال العقود الأربعة القادمة أكبر ديانة في العالم، وذلك وفقًا لمسح أجراه مركز بيو للأبحاث في عام 2012. يعود سبب ذلك إلى معدلات الخصوبة المرتفعة للمسيحيين (لدى المسيحيين 2.7 طفل لكل امرأة، وهو ما يعتبر فوق مستوى الإحلال الذي يبلغ 2.1 طفل لكل امرأة).
اقترح الباحثون أن سلطة وأهمية المؤسسات الكنسية تتراجع في معظم المجتمعات الصناعية، ما عدا الحالات التي يخدم فيها الدين بعض الوظائف في المجتمع بما يتجاوز مجرد تنظيم العلاقة بين الأفراد والله. وفقًا لفيليب جينكيز، لا تشهد المناطق الجنوبية بما فيها أمريكا اللاتينية وأفريقيا تراجعًا، وذلك بسبب معدلات الخصوبة العالية هناك. ستشكل الأرقام المتزايدة من المسيحيين في جنوب الكرة الأرضية، إلى جانب تراجع المسيحية الغربية، «مسيحية جديدة» يتواجد فيها غالبية السكان المسيحيين في العالم في الجنوب.
وجدت دراسة للقيم الأوروبية أن غالبية المستجيبين الشباب في معظم البلدان الأوروبية في عام 2008، يعرفون أنفسهم على أنهم مسيحيين. ماتزال نسبة المسيحيين مستقرة في البلدان الأوروبية الشرقية والوسطى أو حتى أنها ازدادت في حقبة ما بعد الشيوعية، وذلك على عكس أوروبا الغربية. ما تزال نسبة كبيرة (83%) من أولئك الذين ترعرعوا كمسيحيين في أوروبا الغربية يعرفون أنفسهم على أنهم مسيحيين. من ناحية ثانية، معظم المسيحيين في أوروبا الغربية هم من المسيحيين غير المتدينين ومن النادر أن يذهبوا إلى الكنيسة. يعرف البقية أنفسهم غالبًا على أنهم غير منتمين دينيًا. ماتزال المسيحية هي أكبر ديانة في أوروبا الغربية، حيث يعرف 71% من الأوروبيين الغربيين أنفسهم على أنهم مسيحيين، وذلك وفقًا لدراسة في عام 2018 أجراها مركز بيو للأبحاث.
حدد تحليل لدراسة القيم الأوروبية في كتيب دراسات الشباب والأطفال لعام 2015 «تراجعًا كبيرًا» في الانتماء الديني عبر أوروبا منذ عام 1981 حتى عام 2008، من ناحية ثانية، ووفقًا للتحليل نفسه فإن «غالبة المستجيبين الشباب في أوروبا ادعوا أنهم ينتمون إلى طائفة مسيحية».
خلص تقرير أصدرته جامعة سانت ماري في لندن، في عام 2017، إلى أن المسيحية «كمبدأ» قد اندثرت على الأقل في المستقبل المنظور. قال غالبية البالغين من الشباب فيما لا يقل عن 12 من أصل 29 بلد أوروبي شملها استطلاع الباحثين، وارتكزت على عينة من 629 شخص، أنهم ليسوا متدينين. تم الحصول على البيانات عن طريق سؤالين، أحدهما يسأل «هل تعتبر نفسك منتميًا إلى أي دين أو طائفة محددين؟» للعينة بأكملها والآخر يسأل «أي طائفة؟» للعينة التي أجابت بـ«نعم».
انتقد مركز بيو للأبحاث منهجية الأسلوب المؤلفة من خطوتين بأنه: «من المحتمل أن ذلك بسبب أن بعض المستجيبين المتدينين بنسبة قليلة في الممارسة أو المعتقد سيجيبون على السؤال الأول بأنهم ليسوا متدينين، في حين لو عرض عليهم أنفسهم قائمة من الأديان وطلب منهم أن يختاروا أحدها فإنهم كانوا سيعرفون أنفسهم كمسيحيين أو مسلمين أو يهود.. إلخ. قد يختلف تأثير هذه الاختلافات في صياغة السؤال وشكله من بلد إلى آخر».
أعرب البابا في عام 2018 عن أسفه حول الاتجاه المستمر لإعادة بناء الكنائس، حيث يستخدم بعضها كمحلات للبيتزا، وحدائق تزلج ونوادي تعري وحانات. أغلقت في ألمانيا نحو 500 كنيسة كاثوليكية منذ عام 2000. خسرت كندا نحو 20% من كنائسها في هذا الإطار الزمني. نتج ذلك عن عدم وجود رجال دين على استعداد لتزويد الكنائس بالموظفين وعدم القدرة على تغطية التكاليف. بعد فضيحة في نابولي التي أصبحت فيها كنيسة معلمنة مكانًا لحفلة هالوين تحوي ساحرات شبه عاريات جلسن على ما كان يمثل المذبح سابقًا، ناشد البابا فرنسيس، معترفًا بتراجع الإقبال على الكنيسة، أن يتم وضع الكنائس في الخدمة لتلبية الاحتياجات الاجتماعية لرعاية الفقراء.

## الكاثوليكية
بحسب جيف هاينز الانتماء إلى أشكال العبادة ذات الصلة بالكنيسة هو في انخفاض سريع في إيطاليا و‌إسبانيا، ولم تعد سلطة الكنيسة في القضايا الاجتماعية والأخلاقية قوية كما كانت في الماضي.

## حسب البلد

### كندا
في كيبيك منذ الثورة الهادئة، 547 كنيسة قد أغلقت أو حولت للاستخدام غير القائم على العبادة. في عقد 1950، 95% من سكان كيبيك كانوا يذهبون إلى القداس الأسبوعي، في يومنا هذا فالعدد أقرب إلى 5%. على الرغم من تراجع التردد الأسبوعي على الكنائس، لا تزال المسيحية الديانة السائدة في كيبيك، حيث وفقاً لتعداد السكان عام 2011 قال حوالي 82.2% من سكان كيبيك أنهم مسيحيين.

### أوروبا
استنادًا إلى احصائية يوروباروميتر لعام 2015 يُشكّل المسيحيون حوالي 71.6% من سكان الاتحاد الأوروبي. ووفقا لاستطلاع لمركز بيو للأبحاث سنة 2017، نحو 91% من سكان 15 دولة في أوروبا الغربية تم تعميدهم، وتربى 81% من السكان على المسيحية، إلا أن من يعرفون أنفسهم كمسيحيين تبلغ نسبتهم 71% من السكان، وبحسب الدراسة أغلبية كبيرة من أولئك الذي نشأوا كمسيحيين بقيوا يعرفون عن أنفسهم كمسيحيين عند وصولهم سن البلوغ، أي أن حوالي 83% ممن تربوا على المسيحية في صغرهم في 15 دولة أوروبية، يعرفون عن أنفسهم كمسيحيين اليوم، والنسبة المتبقية يعرفون عن أنفسهم غير منسبين لأي دين. إلا أنه على الرغم من أن الأغلبية العظمى من السكان (91%) قد تم تعميدهم، فالعديد لم يعد يعرف نفسه كمسيحي لاحقاً، وفقاً للدراسة تنوعت الأسباب من الابتعاد التدريجي عن الدين أو توقف الإيمان بتعاليم المسيحية أو بسبب حدوث فضائح مؤسسية أو بسبب مواقف الكنيسة حول القضايا الاجتماعية، وأصبح معظم من توقف الإيمان بتعاليم المسيحية غير منتسب لأي ديانة. لم يشهد هذا الإتجاه في وسط وشرق أوروبا، حيث كانت نسبة المسيحية مستقرة أو حتى متزايدة. وبالمجمل اعتبر حوالي 46% من سكان أوروبا الغربية أنفسهم مسيحيين اسميين وقال حوالي 18% أنه يُداوم على حضور القداس.
يشير مركز بيو للأبحاث أنه بينما من المتوقع أن يكون لدى أوروبا عدد أقل من المسيحيين مع الوقت، من المتوقع أن تبقى أوروبا ذات أغلبية مسيحية في عام 2050، ومن المتوقع أن يكون حوالي 65% من الأوروبيين من المسيحيين، ويعود التراجع في نسبة المسيحيين بسبب كونهم أكبر في متوسط الأعمار، وقلة المواليد، وبسبب ترك المسيحية والانضمام للادينية. بينما في المقابل، وفقاً لدليل أكسفورد للتحويل الديني تكسب المسيحية في أوروبا سنوياً حوالي 11.4 مليون شخص بسبب عوامل مثل الولادة والتحول الديني والهجرة، في حين تفقد سنوياً 11.1 مليون شخص بسبب عوامل مثل الوفاة والارتداد الديني والهجرة، ويعتمد دليل أكسفورد للتحويل الديني في البيانات على الموسوعة المسيحية العالمية، والتي وصفت بأنها تعطي تقديرا أعلى لنسبة المسيحيين مقارنة بقواعد البيانات الأخرى.
وفقاً لمركز بيو، من المتوقع بحلول 2050 أن تصبح الأغلبية من اللادينيين في دولتين مسيحيتين وهي (فرنسا وهولندا) ومن المسلمين في دولتين مسيحيتين في أوروبا (البوسنة والهرسك وجمهورية مقدونيا). ويشير الباحثون أن جمهورية مقدونيا قد تصبح دولة ذات أغلبية مسلمة بسبب قلة المواليد بين المسيحيين مقارنًة بمسلمي مقدونيا، كما أن معدل الوفيات بين مسيحيين مقدونيا بسبب ارتفاع السن أعلى بالمقارنة مع مسلمي مقدونيا. بالمقابل يشكك باحثين مقدونيين في المعطيات المعتمد عليها من عام 2010. ومن المتوقع أيضاً أن تصبح البوسنة والهرسك دولة ذات أغلبية مسلمة بسبب قلة المواليد والهجرة بين المسيحيين مقارنًة بمسلمي البوسنة والهرسك.

#### أيرلندا
ذكر كاهن أيرلندي أن سلطة الكنيسة على الأرجح تم تقويضها بسبب المنشور البابوي Humanae Vitae الذي أكد معارضة الكنيسة لوسائل منع الحمل. ذكر كيفن هيجارتي أن في أبرشية Killala هناك كاهن واحد فقط تحت سن 40. ولم يكن هناك طالب للكهنوت منذ عام 2013 وتم تعيين اثنين من الكهنة فقط في السنوات الـ 17 الأخيرة. وقال أنه يتوقع أن يستمر هذا التراجع إلا إذا غيرت الكنيسة مواقفها بخصوص رسامة الإناث، وسائل منع الحمل والحياة الجنسية. وعلى الرغم من تراجع سلطة الكنيسة في المجتمع الأيرلندي، لا تزال المسيحية الديانة السائدة في البلاد حيث وفقًا لتعداد عام 2016 ينتمي حوالي 85.1% من مجمل السكان في جمهورية أيرلندا إلى الديانة المسيحية. وبحسب بيانات من دراسة القيم الأوروبية بين عام 2010 حتى 2012 يُعرَّف حوالي 86% من المستجيبين الشباب الأيرلنديين من عمر 16 وسن 29 أنهم ينتمون إلى طائفة مسيحية.

#### المملكة المتحدة
بدأ الحضور في الكنيسة الأنجليكانية في الانخفاض بحلول العصر الإدواردي. على الرغم من أن البعثات التبشيرية الهادفة للتحويل إلى المسيحية زادت بالنسبة إلى العصر الفيكتوري هذه الجهود لم تكن ناجحة كما كان مأمولا. خلال أوائل القرن العشرين، انخفضت العضوية في الكنائس والحضور في مدارس الأحد، على الرغم من ملاحظة العلماء أن ترجمة وشرح أهمية هذه الأرقام أمر معقد. ومع ذلك في السنوات التالية لوفاة الملكة فيكتوريا، ظهر نمط واضح اقترح حدوث انخفاض على المدى الطويل، على الرغم من أن هذا لم يتم إدراكه حتى نهاية الحرب العالمية الأولى.
شهدت بريطانيا انخفاضا في معمودية الأطفال خلال فترة ما بعد الحرب العالمية الثانية. في عام 2014، قال أسقف كانتربري روان ويليامز أن المملكة المتحدة قد أصبحت دولة في مرحلة «ما بعد المسيحية». في نفس تلك السنة فقط 4.3% من السكان شاركوا في قداس كنيسة إنجلترا لعيد الميلاد. قال جاستن ويلبي رئيس أساقفة كانتربري «تأتي نقطة يسقط فيها السقف حقا» (بمعنى ينهار الوضع). وعلى الرغم من الانخفاض في نسب المداومين على حضور القداس ومعمودية الأطفال، لا تزال المسيحية هي أكبر ديانة في المملكة المتحدة، حيث قال 60% من السكان أنهم مسيحيين وفقاً لمعطيات التعداد السكاني لعام 2011.

### الولايات المتحدة
وفقا لمركز بيو، فإن نسبة الأمريكيين المسيحيين قد انخفضت بما يقارب ثماني نقاط مئوية في سبع سنوات، ووجد مركز بيو أن نحو 71% من الأمريكيين قد تم تصنيفهم كمسيحيين في 2014، بانخفاض من 78% في عام 2007. بالمقابل بحسب معهد غالوب في عام 2016 وجدت أن نحو 74% من الأمريكيين قد تم تصنيفهم كمسيحيين، بانخفاض بنحو 6% من سنة 2008، وقد كان أكثر من 9 من كل 10 أمريكيين يصنفون أنفسهم كمسيحيين في الخمسينيات من القرن الماضي، ووفقا للمعهد «تبقى أميركا دولة مسيحية إلى حد كبير، على الرغم من كونها أقل مسيحية مما كانت عليه في الماضي». ووفقا لتقرير، كانت نسبة المسيحيين في الولايات المتحدة نحو 83% من السكان في 2003، وأصبحت نسبة المسيحيين نحو 72% في 2017. وبحسب التقرير شهدت الكنائس البروتستانتية انخفاضاً في النسب، أما الكنيسة الكاثوليكية فقد حافظت على نسب ثابتة خلال هذه الفترة، في حين شهدت الطوائف المسيحية الأخرى نمواً وارتفاعاً في النسب. وفقا لتقرير مركز بيو سنة 2018، فإن فالمسيحية في الولايات المتحدة تفقد أكثر مما تكسبه من التحول الديني، حيث نحو 22% ممن تربوا كمسيحيين تركوا المسيحية وأصبح معظمهم غير منتسب لأي دين، بينما كان 6% من المسيحيين من المتحولين للمسيحية. ووفقا لمركز بيو، ستستمر نسبة المسيحيين في الهبوط من أكثر من ثلاثة أرباع عدد السكان عام 2010 إلى نحو ثلثي عدد السكان في 2050، على الرغم من أنه من المتوقع أن تزداد أعدادهم في الأرقام المطلقة من 243 مليون عام 2010 إلى 262 مليونًا عام 2050.
ازدادت أعداد الكاثوليك في البلاد بين عام 2000 وعام 2017، ولكن عدد الكنائس قد انخفض بنسبة 11%. فقدت الكنيسة الإنجيلية اللوثرية في أميركا (ELCA) نحو 30% من أعضائها وأغلقت 12.5% من الكنائس. الكنيسة الميثودية المتحدة فقدت 16.7% من الأعضاء و10.2% من الكنائس. كان للكنيسة المشيخية أكبر انخفاض في العضوية بين 2000 وعام 2015 حيث فقدت أكثر من 40% من الأعضاء و15.4% من كنائسها. أصبح عدد أقل من الأطفال يتم تعميده - على الصعيد الوطني، انخفضت معمودية الكاثوليك عن ذي قبل بما يقرب من 34% والكنيسة الإنجيلية اللوثرية في أميركا بأكثر من 40%. بالمقابل وعلى المستوى المذهبي تكسب الطوائف البروتستانتية الإنجيلية في الولايات المتحدة أكثر مما تفقده من التحول الديني، حيث بحسب دراسة مركز بيو للأبحاث الكنيسة السوداء إلى جانب الإنجيلية وكنيسة يسوع المسيح لقديسي الأيام الأخيرة هم أعلى الطوائف المسيحية حفاظاً على التابعين الذين نشأوا على دينهم في الولايات المتحدة.
أصبحت الطوائف المعتدلة والليبرالية في الولايات المتحدة تقوم بإغلاق الكنائس بمعدل 3 أو 4 مرات أكبر من عدد الكنائس الجديدة التي يتم تكريسها للعبادة. إغلاق الكنائس يمكن أن يكون عملية صعبة للغاية بالنسبة لرجال الدين.
وفقا لـ «القرن المسيحي»، معدل إغلاق سنوي مقداره 1% يعتبر منخفضا بالنسبة إلى الأنواع الأخرى من المؤسسات. ديف أولسون، الذي ترأس جهود إنشاء الكنائس لصالح إحدى الطوائف الإنجيلية في عام 2008، قال أن من بين ما يقرب من 3,700 من الكنائس التي تغلق كل عام، حوالي النصف كانت كنائس جديدة غير ناجحة.
في عام 2018، ذكرت منيابولس ستار تريبيون أن الكنائس في ولاية مينيسوتا تغلق بسبب تضاؤل الحضور. تعرضت الكنائس البروتستانتية الخط الرئيسي لأكبر انخفاض في أعداد رعاياها. أغلقت الكنيسة الكاثوليكية 81 كنيسة بين 2000 و2017؛ أغلقت الأبرشية 21 كنيسة في عام 2010 واضطرت إلى دمج عشرات آخرين. في نفس الإطار الزمني تقريبا، فقدت الكنيسة الإنجيلية اللوثرية في أميركا في مينيسوتا 200,000 عضو وأغلقت 150 كنيسة. الكنيسة الميثودية المتحدة، وهي ثاني أكبر طائفة بروتستانتية في مينيسوتا، أغلقت 65 من الكنائس.
بعض الطوائف الأخرى مثل شهود يهوه، المورمون والأرثوذكسية الشرقية قد شهدت زيادات طفيفة في العضوية بين 2003 و2018. إلا أنه بصورة عامة، فعدد البالغين الذين لا يعلنون عن أي انتماء ديني قد تضاعف تقريباً في الولايات المتحدة.

## الشباب
وفقاً لدراسة معهد بيو في عام 2010 كان هناك حوالي 103.9 مليون مسيحي من عمر 15 حتى 29 سنة في أوروبا أي حوالي 70% من مجمل الأوروبيين من عمر 15 حتى 29 سنة، وبحسب مركز بيو للأبحاث عام 2010 والمعتمدة على التعداد السكاني الرسمي وصلت أعداد شباب المملكة المتحدة المسيحيين بين سن 15 إلى 29 سنة حوالي 6.3 مليون (52%) من أصل 12.3 مليون شاب بريطاني. وبحسب بيانات من دراسة القيم الأوروبية بين عام 2008 حتى 2010 يُعرَّف غالبية المستجيبين الشباب من عمر 16 وسن 24 أنفسهم على أنهم ينتمون إلى طائفة مسيحية، إلا أنه قد حدث تراجع كبير فيما يتعلق بالانتماء الديني بمرور الوقت في جميع أنحاء أوروبا، مع استثناء لاتفيا والدول الأرثوذكسية في أوروبا الشرقية، وهناك وضع مشابه فيما يتعلق بالتردد على الكنائس: فمع مرور الوقت في معظم الدول، يقل عدد الشباب الذين يحضرون الكنيسة مرة واحدة في الشهر على الأقل. البلد الوحيد الذي يحضر فيه غالبية الشباب الكنيسة مرة واحدة في الشهر على الأقل هو بولندا (61.4%). ومع ذلك، هناك انخفاض بنسبة 24.2% منذ عام 1990، ووفقاً للدراسة فمن الواضح أن المسيحية التقليدية في تراجع بين الشباب في أوروبا، إلا أن هناك اختلافات حسب الطوائف والمناطق. وفقاً لمسح رابطة مسح القيم العالمية 2012 فإن نسبة المسيحيين بين عينة تبلغ 1,817 شخص لشباب من دول أوربية غربية (من ضمنها فنلندا، وفرنسا، وألمانيا، وإيطاليا، وهولندا، والنرويج، وإسبانيا والسويد) بين عمر 15 إلى 29 سنة هي 58.6%، وعلى الرغم من أن الشباب كانوا أكثر احتمالاً من كبار السن أن يقولوا إنهم «لا دينيون»، لا تزال المسيحية الديانة السائدة بين فئة الشباب.
في عام 2017، ذكر تقرير صادر عن جامعة سانت ماري في توينكهام، لندن أن المسيحية تتراجع في أوروبا. كاتب التقرير خلص إلى أن المسيحية «كمعيار» قد انتهت على الأقل في المستقبل المنظور. ووفقا للتقرير 91% من الناس في جمهورية التشيك من الذين تتراوح أعمارهم بين 16 إلى 29 ليس لديهم انتماء ديني، بينما في المملكة المتحدة 7% فقط بين عينة تبلغ 560 شخص ينتمون للأنجليكانية (كنيسة إنجلترا) (مقابل 6 في المائة يعرفون أنفسهم كمسلمين). وبحسب الدراسة كانت الدول الست الأكثر «مسيحية» هي بلدان ذات أغلبية كاثوليكية، وتضم كل من جمهورية أيرلندا والبرتغال والنمسا وبولندا وليتوانيا وسلوفينيا. في عشرة دول على الأقل من الـ 29 بلد أوروبي التي شملتها دراسة الباحثين على متوسط عينة بلغ حوالي 629 شخص، أفاد غالبية الشباب أنهم لادينيون. وتم الحصول على البيانات من خلال سؤالين، الأول «هل تعتبر نفسك تنتمي إلى أي دين معين أو طائفة معينة؟» إلى العينة الكاملة والسؤال الآخر «أيهما؟» إلى العينة التي أجابت بـ «نعم»، حيث يؤدي استخدام صياغة ومنهجية الأسئلة الخاصة ببيانات دراسة القيم الأوروبية من خطوتين إلى الحصول على نسبة أقل للمستجيبين المنتمين دينياً (بما في ذلك المسيحيون) في أوروبا، وذلك على خلاف الإستطلاعات الأخرى التي حصلت على البيانات من خلال إتباع منهجية سؤال شامل وهو، «ما هو دينك الحالي إن وجد؟ هل أنت مسيحي أو مسلم أو يهودي أو بوذي أو هندوسي أو ملحد أو لا أدري أو شيء آخر أو لا شيء على وجه الخصوص؟».

## وجهات نظر أخرى

### أوروبا
أشارت بعض المصادر على أنه بالرغم من تراجع المسيحية في أوروبا فإن التقارير التي تدَّعي «موت المسيحية في أوروبا» مبالغ فيها بشكل كبير، وأنه هناك علامات متزايدة على حدوث انتعاش مسيحي في أوروبا، لكن بالكاد تم الإضاءة عنها في الصحافة، وفقاً لتقرير قام به مركز بيو للأبحاث على الرغم من الانخفاض في بعض الدول الأوروبية الغربية تبقى المسيحية في الديانة السائدة في أوروبا الغربية، حيث قال 71% من الأشخاص في 15 دولة أوروبية، أنهم يعتبرون أنفسهم مسيحيين في عام 2017. وبحسب الدراسة أغلبية كبيرة من أولئك الذي نشأوا كمسيحيين بقيوا يعرفون عن أنفسهم كمسيحيين عند وصولهم سن البلوغ، حيث أن حوالي 83% ممن تربوا على المسيحية في صغرهم في 15 دولة أوروبية، يعرفون عن أنفسهم كمسيحيين اليوم. وعلى نقيض أوروبا الغربية لم تشهد دول وسط وشرق أوروبا تراجع في نسب المسيحيين، حيث كانت نسبة السكان المسيحيين في هذه الدول مستقرة أو حتى متزايدة. وفي جزء من المنطقة التي عمدت فيها الأنظمة الشيوعية إلى قمع العبادة الدينية، أظهر الانتماء المسيحي انبعاثًا في بعض البلدان منذ سقوط الاتحاد السوفييتي في عام 1991.
بحسب فيليب مازورجاك من جامعة جورج واشنطن وفقاً لمركز البحوث السوسيولوجية الإسبانية تنمو الكنيسة الكاثوليكية في إسبانيا، والتي تتعافى بعد سنوات من التراجع في الالتزام الديني، ويشير أيضاً أن في المجر وكرواتيا وأماكن أخرى في أوروبا الشرقية، تحدث ثورة مؤيدة للعائلة وإعادة اكتشاف الجذور المسيحية. وبحسب دراسة قامت بها مركز بيو للأبحاث عام 2017 المسيحية تنمو وتزدهر في أوروبا الشرقية، ووفقا لفوكس نيوز، يقول الخبراء في الإسلام والزعماء الدينيين أن «المسيحية عادت إلى الظهور في أوروبا، ويعود الفضل في معظمها إلى أن عددًا كبيرًا من المسلمين، والعديد منهم لاجئون من سوريا والعراق وأفغانستان، يتحولون إلى المسيحية، وينتجون حياة جديدة في الكنائس المسيحية الأوروبية.» ويقول الخبراء أن المسلمين يتدفقون على الطوائف المسيحية المختلفة، بما في ذلك البروتستانتية أو الأنجليكانية أو الكاثوليكية، بالمقابل وفقا لكمال نواش رئيس تحالف المسلمين الحر، فإن المتحولين من الإسلام من المتوقع ألا يؤثروا على التعداد السكاني الإسلامي عامة، وأن أرقامهم لا تزال صغيرة جدا. وأشارت مصادر أن الآلاف من اللاجئين المسلمين يبتعدون عن دينهم ويعتنقون المسيحية في أوروبا وسط العنف المستمر في الشرق الأوسط. According to some scholars there have been an increasing number of conversions to Christianity among Muslim minorites in the Western world in the past decades, most noticeably by الأفغانs, ألبان، Iranians, عراقيون، مغاربيون، Kurds, أتراك، but also by عرب as well as هنود and باكستانيون. وتشير تقارير إلى أن الكنائس الإنجيلية «الحرّة» في نمو مستمرّ في ألمانيا، حيث شهد أعداد أتباع اتحاد الكنائس الإنجيلية الخمسينية في ألمانيا نمواً مطرداً منذ نصف عقد حتى الآن. والمسيحية الإنجيلية هي المذهب الأسرع نموًا في فرنسا وفقا لأحد المصادر، ووفقاً لتقرير في سنة 2017 نشرته صحيفة ديلي تلغراف أن الانخفاض في الأنجليكانية قد تباطأ بفضل «عودة النزعة الوطنية والاعتزاز بالمسيحية»، وقال الأكاديمي ستيفن بولفانت إن النمو في أعداد الأشخاص غير المتدينين قد تباطأ وأن أعداد أتباع الكنيسة الأنجليكانية شهدت ارتفاعًا طفيفًا منذ عام 2013. وقال أستاذ علم اللاهوت وعلم اجتماع الدين في جامعة سانت ماري أن الكنيسة تتعافى بعد أن فقدت الكثير من المؤمنين والعديد منهم من غير الممارسين بعد نشر ريتشارد دوكينز «وهم الإله» في عام 2006، وبحسب ستيفن بولفانت «إذا كان الحديث عن إحياء إنجليكاني متواضع أمرًا سابقًا لأوانه، فمن المؤكد أنّه يستطيع التحدث عن استقرار جديد». وأشارت دراسة من قبل منظمة مسيحية في عام 2017 أن «عدداً أكبر بكثير من الشباب في بريطانيا هم من المسيحيين مما كان يعتقد من قبل»، وأن «الآلاف منهم يتحولون إلى المسيحية بعد زيارة مبنى الكنيسة»، وأن التردد على الكنائس بين المراهقين في تزايد، ويتحول واحد من كل ستة شباب إلى المسيحية بعد زيارة مبنى الكنيسة. وبحسب الدراسة فإن 21% من الشباب البريطاني يقول أنه «من أتباع يسوع الناشطين»، إلا أنه وفقا لدراسة أخرى قال 54% من الذين تم استطلاع آرائهم أن يسوع هو شخصية حقيقية، ومن بين هؤلاء قال 30% فقط أنه إله متجسد في صورة بشر. وأشار مصدر أن المسيحية في المملكة المتحدة ليست ميتة لكن أصبحت أكثر تنوعًا بسبب الهجرة من الدول المسيحية، وعبر جميع الطوائف هناك نمو في أعداد المسيحيين من خلفيات متنوعة، من المتحولين الإيرانيين إلى الإنجيليين السريلانكيين، إلى جانب الزيادة في الكنائس الديناميكية الشابة، وذلك على الرغم من تراجع الانتماء للكنائس في أوروبا.

### الولايات المتحدة
وفقاً لبحث نشر في أواخر عام 2017 من قبل علماء وباحثين في جامعة هارفارد وجامعة إنديانا في بلومنغتون تزداد المسيحية في الولايات المتحدة قوةً ونمواً، وأنه على الرغم من التناقض في أعداد أتباع الكنائس البروتستانتية الخط الرئيسي، ولكن العديد من أتباعها لا يتركون المسيحية، بل يتحولون إلى مذهب مسيحي آخر، وخصوصاً إلى الكنائس الإنجيلية المحافظة والتي تتمسك بأساسيات الإيمان المسيحي. وشكك هذا البحث في «أطروحة العلمنة»، والتي ترى أن الولايات المتحدة تتبع معظم الدول الصناعية المتقدمة في موت ثقافتها الدينية. كما أشار البحث إلى أن أعداد المترددين على الكنائس في ارتفاع، ووجد كريستوفر سميث، عالم الاجتماع في مجال الدين، من خلال أبحاثه أن معظم البالغين من الشباب «أبلغوا عن تغير طفيف في كيفية تعاملهم الديني في السنوات الخمس السابقة». كما وجد أيضًا أن أولئك الذين أبلغوا عن تغيير يقولون إنهم كانوا أكثر تديناً وليس أقل. وتشير دراسة جامعة هارفارد وجامعة إنديانا في عام 2017 بتفصيل كبير ومع الرسوم البيانية، أن النسبة المئوية للمسيحيين الذين يذهبون إلى الكنيسة غالباً ما كانت ثابتة أو في تزايد منذ عقود. بالمقابل فإن المسيحيين السابقين هم في الغالب من المسيحيين الاسميين الذين لم يعودوا يشعرون بضغوط اجتماعية للبقاء في الكنيسة أو بالتعريف كمسيحيين. وأشار البروفيسور إريك كوفمان من جامعة لندن أنه سيكون للمسيحيين المحافظين ككل حضور أقوى في أمريكا البيضاء عام 2050 أكثر من وجودهم اليوم.